# Nublu
Nublu (född Markkus Pulk), född 26 juni 1996 i Keila, är en estnisk rappare från Keila. Han är bror till konståkaren och singelåkaren Eva-Lotta Kiibus. Bland Nublus mer kända låtar finns "Mina ka", "1-2", "für Oksana", "tmt" och "Universum".
Hans YouTube-kanal har totalt över 53 miljoner visningar. Den mest populära musikvideon är "für Oksana" (7,1 miljoner visningar). Den populäraste låten på Spotify är "Universum" med över 7 miljoner lyssningar, som han skrev tillsammans med den finske rapparen Mikael Gabriel.

## Biografi
Markkus Pulk gick i grundskola vid Tallinn Inglise Kolledž och studerade teater på gymnasiet Tallinna Vanalinna Hariduskolleegium. Han tar för närvarande en kandidatexamen i journalistik och kommunikation vid universitetet i Tartu.

## Utmärkelser
På MyHits Awards 2018 nominerades Nublu till ett pris i tre kategorier och vann två av dem: Årets artist och Årets hit (för låten "Mina ka"). Hans hits "Mina ka" och "öölaps!" tog 2018 första respektive andra plats i Raadio 2 Aastahitis hitlista. På estniska musikgalan 2019 valdes Nublu till årets manliga artist och "Mina ka" till årets bästa låt.
På estniska musikgalan 2020 nominerades Nublu till kategorierna Årets manliga artist och Årets Hip-Hop/Rap/R'n'B artist, och med låten "Für Oksana" vann han även musiken utmärkelser för årets video och årets bästa låt.
På estniska musikgalan 2021 nominerades Nublu till ett pris i sju kategorier. Han vann sex priser: Årets album, Årets musikvideo, Årets debutalbum, Årets artist (populär röst), Årets manliga artist och Hip-Hop/Rap/R'n'B/Artist årets.